# Samsung Omnia 7
Samsung Omnia 7 (được biết đến như SGH-i8700) là điện thoại thông minh chạy hệ điều hành Windows Phone của Microsoft. Sử dụng vi xử lý Qualcomm Snapdragon QSD8250 SoC xung nhịp 1 GHz, màn hình 4.0-inch Super AMOLED với độ phân giải 480x800, và bộ nhớ trong 8GB hoặc 16GB. Điện thoại không có khe microSD để mở rộng bộ nhớ. Nó có sẵn ở châu Âu và Nam Phi, trong khi Samsung Focus được bán tại Mỹ. Samsung Omnia 7 hỗ trợ Windows Phone 7.8.

## Vấn đề phần mềm
Một số người dùng của Omnia 7 với Samsung Focus gặp vấn đề với gói nâng cấp đến tháng 3 năm 2011 và một lần nữa với cập nhật của NODO. Samsung và Microsoft cùng làm việc chung để giải quyết vấn đề cập nhật đến vấn đề nâng cấp điện thoại.

## Liên kết
- Trang chủ chính thức Samsung Omnia 7 Lưu trữ ngày 16 tháng 3 năm 2011 tại Wayback Machine